# Stadion Rajko Štolfa
Stadion Rajko Štolfa – stadion piłkarski w Sežanie, w Słowenii. Został otwarty w 1920 roku. Może pomieścić 2000 widzów, z czego 1200 miejsc jest siedzących. Swoje spotkania rozgrywają na nim piłkarze klubu Tabor Sežana. Od 2003 roku patronem obiektu jest Rajko Štolfa.